# Marco Casagrande
Marco Casagrande (Miane, 18 settembre 1804 – Cison di Valmarino, 5 febbraio 1880) è stato uno scultore italiano, attivo in Veneto ed Ungheria.
Il suo nome è spesso trascurato perché le sue opere, di stile neoclassico, tutte di eccellente fattura, sono molte volte dai più erroneamente attribuite al Zandomeneghi, suo maestro, o al suo più illustre conterraneo, il Canova.

## Biografia

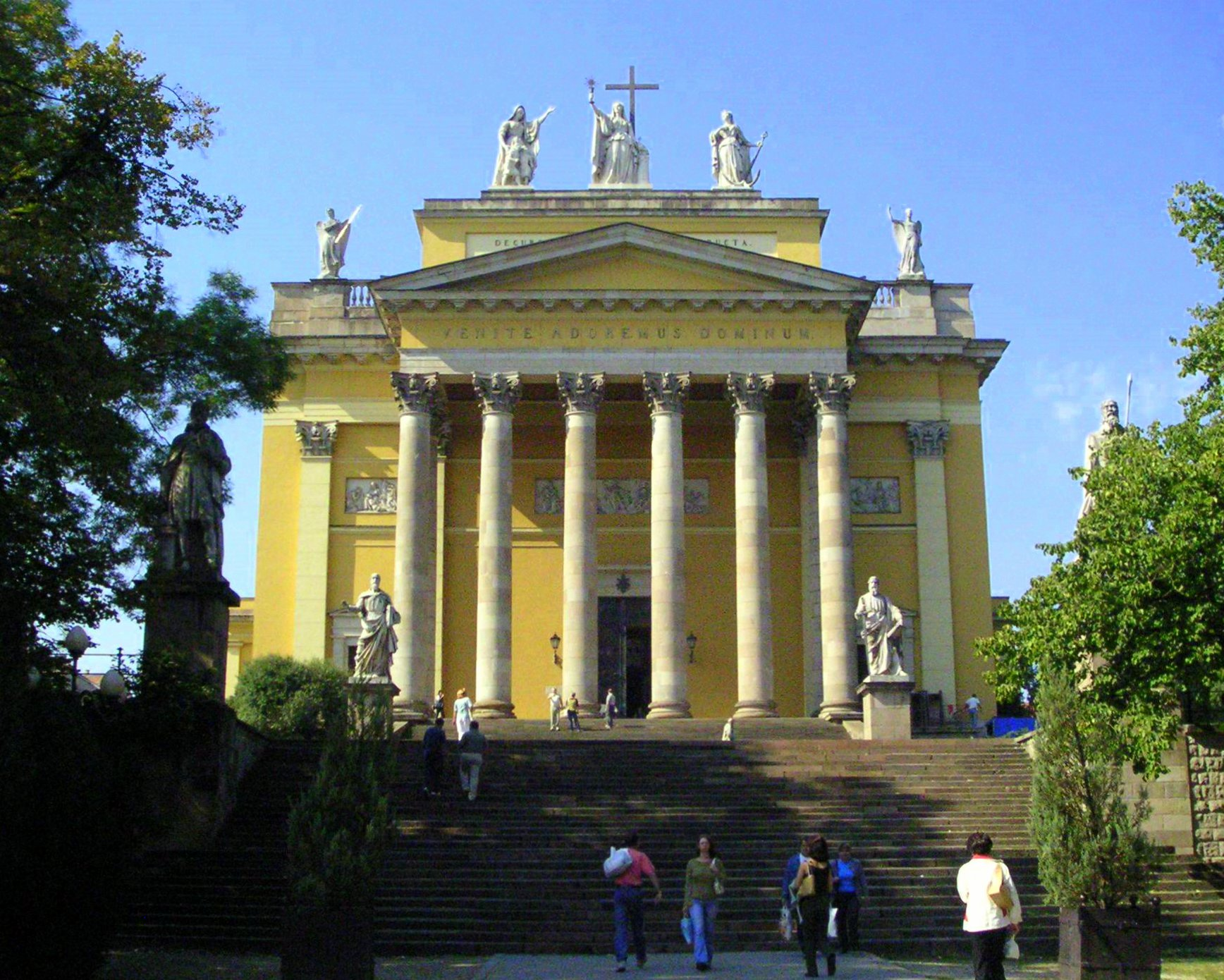
La cattedrale di Eger con il gruppo scultoreo del Casagrande

Marco Casagrande nasce a Campea di Miane in una famiglia contadina. Grazie alla generosità dei signori di Campea, Giovambattista, Vettore e Bartolomeo Gera, viene iscritto giovanissimo all'Accademia di Belle Arti di Venezia, allievo del maestro Luigi Zandomeneghi.
Nel 1825 vince con l'opera Angelica e Medoro il 1º premio dell'Accademia di Brera. In questo periodo gli vengono commissionati una statua di Paolina Bonaparte dal Maresciallo dell'Impero Macdonald, duca di Taranto, ed un busto di Antonio Canova dal suo mecenate Bartolomeo Gera.
Nella città di Ferrara nel 1829 realizza il gruppo scultoreo raffigurante la Fortuna propizia l'Idraulica e realizza l'Abbondanza per il timpano di palazzo Camerini ed altre opere.
Nel 1830, a soli 26 anni, viene nominato socio onorario dall'Accademia di Belle Arti di Venezia.
Terminati gli studi, si reca e scolpisce a Conegliano (Villa Gera), a Treviso (Palazzo Bortolan) e a Padova. A Venezia la svolta: il patriarca Giovanni Ladislao Pyrker, futuro arcivescovo di Eger, dopo avergli commissionato una statua di S. Giovanni Battista, gli affida la decorazione scultorea della cattedrale di Eger, in Ungheria.
Dal 1833 al 1836, anno dell'inaugurazione, decora la facciata e gli interni della cattedrale di Eger, progettata dall'architetto ungherese József Hild. Qui crea la prima scuola italiana di scultura in Ungheria, in cui chiama scalpellini veneti e magiari. In questo periodo, inoltre, molti nobili locali lo chiamano a decorare i propri palazzi, a Pest, a Eger e in altre città.

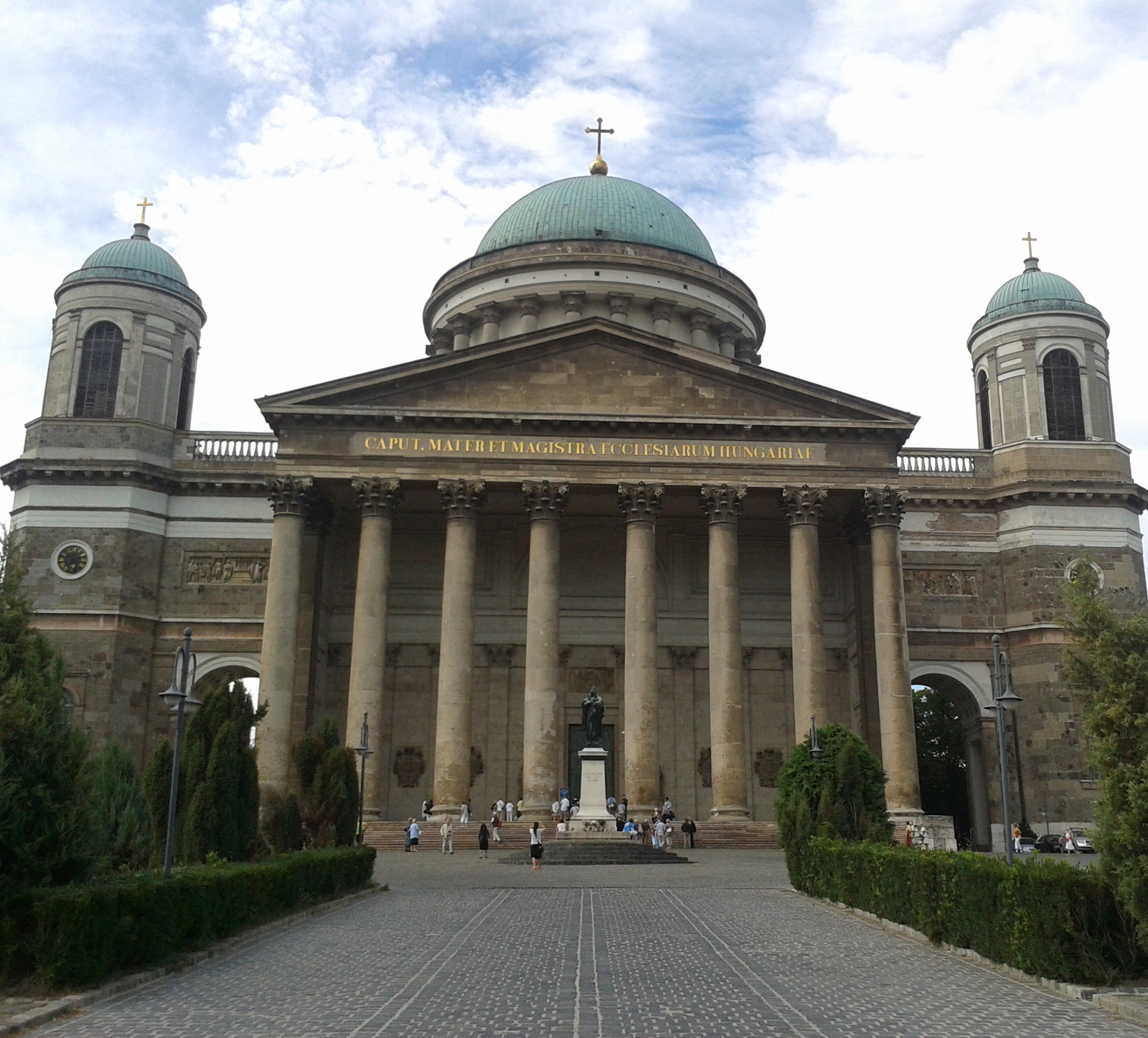
La basilica di Esztergom

Nel 1841 viene chiamato dall'arcivescovo di Esztergom, primate d'Ungheria, a decorare la basilica della città.
Nel 1845 sposa Mária Kovács, figlia del sarto della curia arcivescovile di Eger.
Nel 1847 muore il protettore Monsignor Pyrker e l'anno seguente il benefattore Bartolomeo Gera. Causa i moti del 1848, che coinvolgono presto l'intera Europa, è costretto a lasciare a malincuore dopo 15 anni l'Ungheria per far ritorno nella penisola italica, dove però sta infuriando la prima guerra di indipendenza. Qui si stabilisce prima a Valmareno e poi a Cison di Valmarino. Esegue lavori per la chiesa di Cison di Valmarino, per il Duomo di Conegliano, per palazzo Berton di Feltre, per la chiesa arcidiaconale di Agordo, per il duomo di Serravalle, per la chiesa di Moriago della Battaglia e per quella di Lutrano, nonché vari busti di nobili e sacerdoti.
Nel 1856 viene richiamato in Ungheria e gli vengono commissionate a Esztergom quattro enormi statue per la basilica della città. La basilica viene inaugurata con una festa solenne, presente l'imperatore Francesco Giuseppe I d'Asburgo, che elogia l'opera dell'artista italiano. Ma improvvisamente, e probabilmente perché considerato un sovversivo a causa della sua partenza nel 1848 per un Veneto prossimo all'indipendenza dall'Impero Austroungarico, dopo quest'opera più nulla gli viene commissionato in terra magiara. Questo lo costringe a tornare nuovamente in patria.

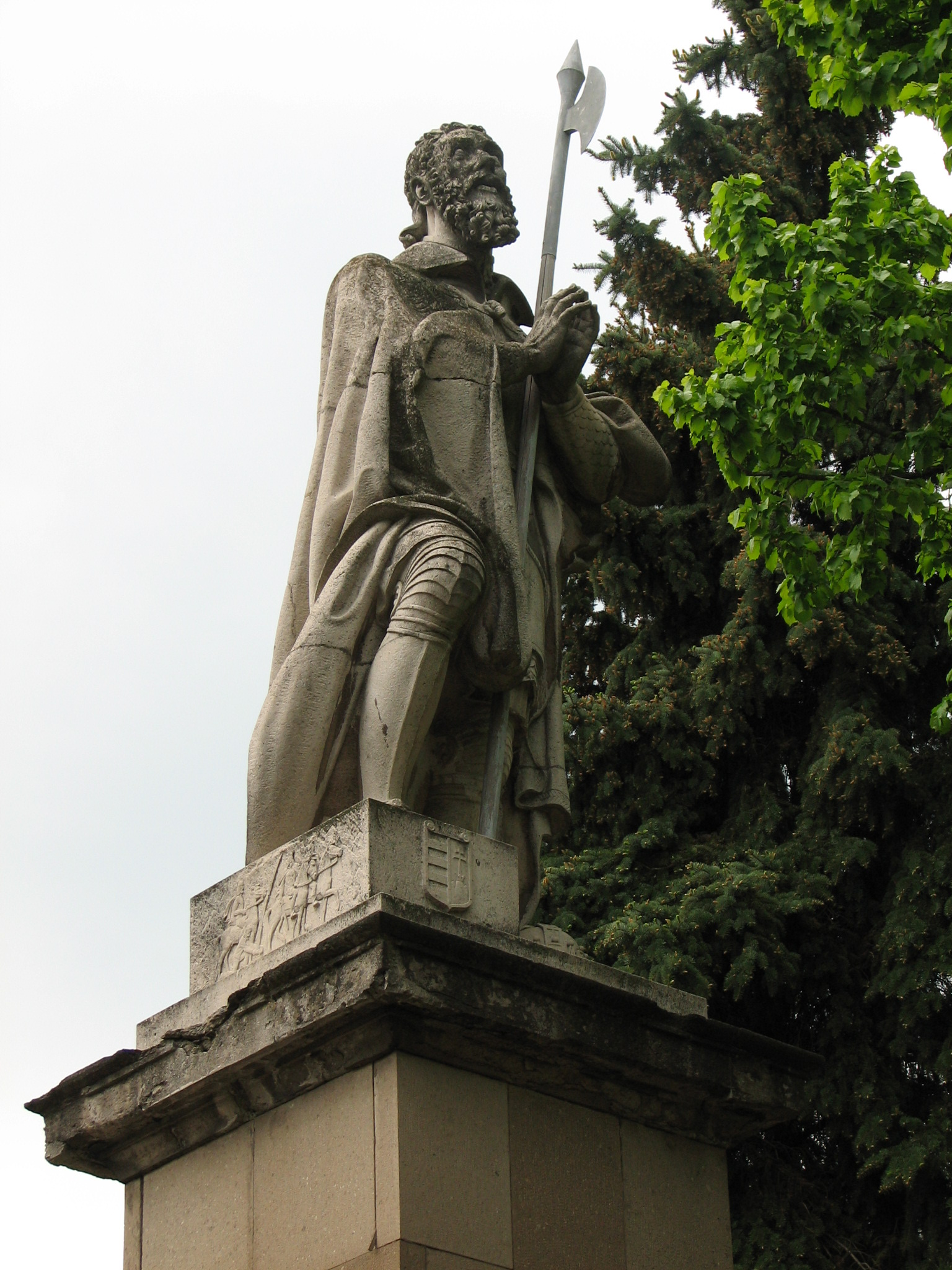
Statue of Saint Ladislaus (Marco Casagrande, 1836). - Eszterházy Square, Eger 2008, Hungary

Nel 1860 inizia il progetto di un tempietto nei pressi di Cison di Valmarino, sullo stile della Gipsoteca canoviana, con l'aiuto della popolazione locale.
In questi anni, però, lo scoramento per le poche commissioni ricevute ed i postumi di un vecchio incidente di lavoro lo fanno ammalare gravemente.
Muore nella propria casa a Cison di Valmarino il 5 febbraio 1880.